# Helene-Lange-Schule (Oldenburg)
Die Helene-Lange-Schule ist eine integrierte Gesamtschule mit gymnasialer Oberstufe und die erste Gesamtschule in Oldenburg. Schulträger ist die Stadt Oldenburg. Benannt wurde sie nach der Oldenburger Pädagogin und Frauenrechtlerin Helene Lange (1848–1930).

## Geschichte
Die Schule wurde 1989 gegründet.

## Unterricht
Für das fächerübergreifende Lernen und Projektlernen werden einzelne Fächer zu Lernbereichen zusammengefasst:
- Geschichte, Politik, Erdkunde → zu Gesellschaftslehre (GL)
- Physik, Chemie, Biologie → zu Naturwissenschaften (NW)
- Arbeitslehre, Wirtschaftslehre, Technik → zu Arbeitwirtschaft (AW)

Das Fach Werte und Normen (WeNo) wird für alle Schüler ohne konfessionelle Aufteilung unterrichtet. Als Besonderheit bietet die Schule neben Orchester- und Sportklassen auch Integrationsklassen an.
Die Schule nimmt am Sign-Projekt zur Sucht- und Gewaltprävention sowie zur Gesundheitsförderung an Schulen teil.

## Auszeichnungen
Gemeinsam mit fünf weiteren Schulen bundesweit wurde die Helene-Lange-Schule 2005 im gleichnamigen Schulwettbewerb als „Klima-Bündnis-Schule“ ausgezeichnet. Im Rahmen dieses Projektes wurden von den Schülern Kontakte zu Schulen in sieben Ländern weltweit aufgebaut, um sich unter dem Motto Partnerschaft schafft Energie gegenseitig bei der Installation von Solaranlagen zu unterstützen. 2006 wurde die Gesamtschule mit dem Prädikat Umweltschule ausgezeichnet. Im Dezember 2006 wurde sie zu einem der offiziellen Projekte der UN-Dekade „Nachhaltigkeit lernen - Bildung für nachhaltige Entwicklung“ ernannt.

## Partnerschaft
Die Gesamtschule unterhält eine Schulpartnerschaft mit der Instituto Concepción de María, einer Gesamtschule in San Francisco Libre bei Managua/Nicaragua.